# William Hurt
William McChord Hurt (sinh ngày 20 tháng 3 năm 1950 - mất ngày 13 tháng 3 năm 2022) là một nam diễn viên người Mỹ. Ông theo học diễn xuất tại trường Juilliard và bắt đầu diễn trên sân khấu vào thập niên 1970. Hurt có phim điện ảnh đầu tay vào năm 1980 khi vào vai một nhà khoa học gặp rắc rối trong tác phẩm khoa học viễn tưởng của Ken Russell có tựa đề Altered States; vai diễn trên cũng đem về cho ông một đề cử Quả cầu vàng cho ngôi sao nam mới trong năm.
Năm 1985, Hurt nhận được nhiều lời khen ngợi và gặt hài nhiều giải thưởng, gồm giải Oscar và giải BAFTA cho nam diễn viên chính xuất sắc nhất cho Kiss of the Spider Woman. Ông cũng nhận thêm hai đề cử Oscar khác nhờ các vai chính đóng trong Children of a Lesser God (1986) và Broadcast News (1987). Một số phim đáng chú ý khác của ông trong vài năm gần đây gồm có A.I. Artificial Intelligence (2001), The Village (2004), Syriana (2005), The Good Shepherd (2006), Mr. Brooks (2007), Into the Wild (2007) và Robin Hood (2010); ông cũng đảm nhận vai Thunderbolt Ross trong các phim Người khổng lồ xanh phi thường (2008), Captain America: Nội chiến siêu anh hùng (2016), Avengers: Cuộc chiến vô cực (2018), Avengers: Hồi kết (2019), Goá phụ đen (2021) thuộc Vũ trụ Điện ảnh Marvel.

## Qua đời
Vào tháng 5 năm 2018, người ta thông báo rằng Hurt bị Ung thư tuyến tiền liệt giai đoạn cuối đã Di căn vào xương. Ông qua đời vì các biến chứng của căn bệnh này tại nhà riêng ở Portland, Oregon, vào ngày 13 tháng 3 năm 2022, một tuần trước sinh nhật lần thứ 72 của ông.